# Peter Goddard
Peter Goddard (Mildura, 28 giugno 1964) è un pilota motociclistico australiano ritiratosi dall'attività agonistica.
Viene ricordato come uno dei piloti più rappresentativi del mondiale Superbike, essendo inserito nella hall of fame del campionato.

## Carriera
Vincitore dell'Australian Superbike Championship nel 1996 con una Suzuki GSX-R750. L'esordio nel campionato mondiale Superbike risale al 1989 dove registra la vittoria in occasione della gara in Australia guidando una Yamaha; con la Suzuki ha corso invece nel 1998, con la Aprilia nel 1999 e con la Benelli nel 2001 e 2002. Nei vari anni di partecipazione alla categoria ha partecipato a 106 gare totali, vincendone 2 e ottenendo una pole position.
Prima delle sue partecipazioni continuative alle gare di superbike, Goddard ha fatto anche alcune partecipazioni nel motomondiale, gareggiando sempre nella classe 500 sin dall'esordio avvenuto in occasione del Gran Premio motociclistico d'Australia del 1990 al quale è stato invitato a partecipare quale wild card; tra l'altro proprio in quest'occasione ha ottenuto un 8º posto finale.
Varie altre partecipazioni sono state in seguito accumulate, sino al motomondiale 1997 e con un'unica stagione quasi completa, quella del motomondiale 1992 in sella ad una ROC Yamaha.
Da aggiungere al suo palmarès anche la vittoria nel campionato giapponese del 1991 e quella nell'edizione del 1998 nel Bol d'or, la gara di durata che si svolge sulle 24 ore.

## Risultati in gara

### Campionato mondiale Superbike
| 1989 | Moto   |  |  |  |  |  |  |  |  |  |  |  |  |  |  |  |  |  |  |   |     |     |     |  |  |  |  | Punti | Pos. |
| ---- | ------ |  |  |  |  |  |  |  |  |  |  |  |  |  |  |  |  |  |  | - | --- | --- | --- |  |  |  |  | ----- | ---- |
| 1989 | Yamaha |  |  |  |  |  |  |  |  |  |  |  |  |  |  |  |  |  |  | 1 | Rit | Rit | Rit |  |  |  |  | 20    | 28º  |

| 1990 | Moto   |  |  |  |  |  |  |  |  |  |  |  |  |  |  |   |   |  |  |  |  |   |   |   |   |  |  | Punti | Pos. |
| ---- | ------ |  |  |  |  |  |  |  |  |  |  |  |  |  |  | - | - |  |  |  |  | - | - | - | - |  |  | ----- | ---- |
| 1990 | Yamaha |  |  |  |  |  |  |  |  |  |  |  |  |  |  | 5 | 2 |  |  |  |  | 6 | 6 | 1 | 2 |  |  | 85    | 13º  |

| 1991 | Moto   |  |  |  |  |  |  |  |  |  |  |  |  |  |  |   |     |  |  |  |  |  |  |  |  |  |  | Punti | Pos. |
| ---- | ------ |  |  |  |  |  |  |  |  |  |  |  |  |  |  | - | --- |  |  |  |  |  |  |  |  |  |  | ----- | ---- |
| 1991 | Yamaha |  |  |  |  |  |  |  |  |  |  |  |  |  |  | 4 | Rit |  |  |  |  |  |  |  |  |  |  | 13    | 43º  |

| 1994 | Moto   |  |  |  |  |  |  |  |  |  |  |  |  |  |  |  |  |  |  |  |  |    |    |  |  |  |  | Punti | Pos. |
| ---- | ------ |  |  |  |  |  |  |  |  |  |  |  |  |  |  |  |  |  |  |  |  | -- | -- |  |  |  |  | ----- | ---- |
| 1994 | Suzuki |  |  |  |  |  |  |  |  |  |  |  |  |  |  |  |  |  |  |  |  | 12 | 13 |  |  |  |  | 7     | 43º  |

| 1995 | Moto   |  |  |  |  |  |  |  |  |  |  |  |  |  |  |  |  |  |  |  |  |    |    |  |  |  |  | Punti | Pos. |
| ---- | ------ |  |  |  |  |  |  |  |  |  |  |  |  |  |  |  |  |  |  |  |  | -- | -- |  |  |  |  | ----- | ---- |
| 1995 | Suzuki |  |  |  |  |  |  |  |  |  |  |  |  |  |  |  |  |  |  |  |  | 12 | 13 |  |  |  |  | 7     | 35º  |

| 1996 | Moto   |  |  |  |  |  |  |  |  |  |  |  |  |  |  |  |  |  |  |  |  |  |  |   |   |  |  | Punti | Pos. |
| ---- | ------ |  |  |  |  |  |  |  |  |  |  |  |  |  |  |  |  |  |  |  |  |  |  | - | - |  |  | ----- | ---- |
| 1996 | Suzuki |  |  |  |  |  |  |  |  |  |  |  |  |  |  |  |  |  |  |  |  |  |  | 5 | 8 |  |  | 19    | 24º  |

| 1997 | Moto   |     |    |  |  |  |  |  |  |  |  |  |  |  |  |  |  |  |  |  |  |  |  |  |  |  |  | Punti | Pos. |
| ---- | ------ | --- | -- |  |  |  |  |  |  |  |  |  |  |  |  |  |  |  |  |  |  |  |  |  |  |  |  | ----- | ---- |
| 1997 | Suzuki | Rit | NP |  |  |  |  |  |  |  |  |  |  |  |  |  |  |  |  |  |  |  |  |  |  |  |  | 0     |      |

| 1998 | Moto   |     |   |   |    |   |   |    |   |   |   |     |     |   |   |    |   |    |    |    |   |   |   |    |    |  |  | Punti | Pos. |
| ---- | ------ | --- | - | - | -- | - | - | -- | - | - | - | --- | --- | - | - | -- | - | -- | -- | -- | - | - | - | -- | -- |  |  | ----- | ---- |
| 1998 | Suzuki | Rit | 4 | 9 | 10 | 7 | 8 | 14 | 8 | 6 | 8 | Rit | Rit | 5 | 6 | 14 | 8 | 10 | 13 | 10 | 8 | 6 | 7 | 10 | 10 |  |  | 155   | 9º   |

| 1999 | Moto    |     |   |     |     |     |     |    |    |   |    |   |   |    |     |     |   |    |   |     |     |    |     |   |    |     |    | Punti | Pos. |
| ---- | ------- | --- | - | --- | --- | --- | --- | -- | -- | - | -- | - | - | -- | --- | --- | - | -- | - | --- | --- | -- | --- | - | -- | --- | -- | ----- | ---- |
| 1999 | Aprilia | Rit | 7 | Rit | Rit | Rit | Rit | 10 | 10 | 9 | 11 | 5 | 8 | 10 | Rit | Rit | 9 | 12 | 9 | Rit | Rit | 17 | Rit | 8 | NP | Rit | 19 | 84    | 12º  |

| 2000 | Moto     |  |  |  |  |  |  |  |  |  |  |  |  |   |   |   |   |    |    |  |  |  |  |    |     |  |  | Punti | Pos. |
| ---- | -------- |  |  |  |  |  |  |  |  |  |  |  |  | - | - | - | - | -- | -- |  |  |  |  | -- | --- |  |  | ----- | ---- |
| 2000 | Kawasaki |  |  |  |  |  |  |  |  |  |  |  |  | 8 | 8 | 6 | 6 | 16 | 10 |  |  |  |  | 17 | Rit |  |  | 42    | 22º  |

| 2001 | Moto    |  |  |  |  |  |  |  |  |  |  |  |  |  |  |     |     |    |    |    |    |    |    |    |    |     |    | Punti | Pos. |
| ---- | ------- |  |  |  |  |  |  |  |  |  |  |  |  |  |  | --- | --- | -- | -- | -- | -- | -- | -- | -- | -- | --- | -- | ----- | ---- |
| 2001 | Benelli |  |  |  |  |  |  |  |  |  |  |  |  |  |  | Rit | Rit | 18 | 15 | 13 | 16 | 16 | 17 | 17 | 19 | Rit | 13 | 7     | 36º  |

| 2002 | Moto    |    |    |  |  |  |  |  |  |    |    |    |    |     |    |    |     |    |    |    |     |    |     |    |    |     |    | Punti | Pos. |
| ---- | ------- | -- | -- |  |  |  |  |  |  | -- | -- | -- | -- | --- | -- | -- | --- | -- | -- | -- | --- | -- | --- | -- | -- | --- | -- | ----- | ---- |
| 2002 | Benelli | NP | NP |  |  |  |  |  |  | 14 | 17 | 13 | 15 | Rit | 15 | 15 | Rit | 16 | 14 | 18 | Rit | 12 | Rit | 12 | 11 | Rit | NP | 23    | 22º  |

| Legenda | 1º posto        | 2º posto            | 3º posto           | A punti      | Senza punti        | Grassetto – Pole position Corsivo – Giro più veloce |
| Legenda | Gara non valida | Non qual./Non part. | Ritirato/Non class | Squalificato | '-' Dato non disp. | Grassetto – Pole position Corsivo – Giro più veloce |

### Motomondiale
| 1990 | Classe | Moto   |  |  |  |  |  |  |  |  |  |  |  |  |  |  |   | Punti | Pos. |
| ---- | ------ | ------ |  |  |  |  |  |  |  |  |  |  |  |  |  |  | - | ----- | ---- |
| 1990 | 500    | Yamaha |  |  |  |  |  |  |  |  |  |  |  |  |  |  | 8 | 8     | 24º  |

| 1991 | Classe | Moto   |    |  |  |  |  |  |  |  |  |  |  |  |  |  |  | Punti | Pos. |
| ---- | ------ | ------ | -- |  |  |  |  |  |  |  |  |  |  |  |  |  |  | ----- | ---- |
| 1991 | 500    | Yamaha | 15 |  |  |  |  |  |  |  |  |  |  |  |  |  |  | 1     | 30º  |

| 1992 | Classe | Moto       |     |    |   |   |  |    |    |    |  |  |   |     |     |  |  | Punti | Pos. |
| ---- | ------ | ---------- | --- | -- | - | - |  | -- | -- | -- |  |  | - | --- | --- |  |  | ----- | ---- |
| 1992 | 500    | ROC Yamaha | Rit | 11 | 8 | 6 |  | 12 | 10 | NP |  |  | 5 | Rit | Rit |  |  | 18    | 15º  |

| 1993 | Classe | Moto   |     |  |  |  |  |  |  |  |  |  |  |  |  |  |  | Punti | Pos. |
| ---- | ------ | ------ | --- |  |  |  |  |  |  |  |  |  |  |  |  |  |  | ----- | ---- |
| 1993 | 500    | Suzuki | Rit |  |  |  |  |  |  |  |  |  |  |  |  |  |  | 0     |      |

| 1996 | Classe | Moto   |  |  |  |  |  |  |  |  |  |  |  |  |  |  |    | Punti | Pos. |
| ---- | ------ | ------ |  |  |  |  |  |  |  |  |  |  |  |  |  |  | -- | ----- | ---- |
| 1996 | 500    | Suzuki |  |  |  |  |  |  |  |  |  |  |  |  |  |  | 10 | 6     | 23º  |

| 1997 | Classe | Moto   |  |    |     |  |  |  |  |  |  |  |  |  |  |    |   | Punti | Pos. |
| ---- | ------ | ------ |  | -- | --- |  |  |  |  |  |  |  |  |  |  | -- | - | ----- | ---- |
| 1997 | 500    | Suzuki |  | 13 | Rit |  |  |  |  |  |  |  |  |  |  | 13 | 9 | 13    | 22º  |

| Legenda | 1º posto        | 2º posto            | 3º posto            | A punti      | Senza punti        | Grassetto – Pole position Corsivo – Giro più veloce |
| Legenda | Gara non valida | Non qual./Non part. | Ritirato/Non class. | Squalificato | '-' Dato non disp. | Grassetto – Pole position Corsivo – Giro più veloce |